# Кура неукротимая (фильм)
«Кура неукротимая» (азерб. Dəli Kür) — художественный фильм, снятый в 1969 году на киностудии «Азербайджанфильм» режиссёром Гусейном Сейидзаде по мотивам одноимённого романа Исмаила Шихлы. В фильме повествуется о формировании в XIX века в Азербайджане нового интеллигентного сословия и свободомыслящих людей, рассказывается о проникновении в народные массы просветительских идей.

## Сюжет
Конец XIX века. В канун праздника Новруз в расположенное у реки Кура азербайджанское село Гёйтепе прибывает преподаватель Горийской семинарии Алексей Осипович Черняевский с целью набора в семинарию местных юношей. В этом деле ему берётся помогать житель села и выпускник Петербургского университета Ахмед Велиев, которого многие в селе недолюбливают и называют Рус Ахмед («русский Ахмед») за то, что тот оказывает влияние на их детей. Сам Ахмед некогда бежал из Сибири и теперь вынужден скрываться в Гёйтепе. Ахмед и Черняевский приходят в местную религиозную школу и призывают родителей учеников отправить своих детей в семинарию. Но многие родители, в том числе мулла Садыг, высказываются против этого. Однако кучер Мамедали решает отпустить своего сына Османа с Черняевским. Обучаться в Гори решается ехать и Шамхал Гёйтепели — сын владетельного местного бека по имени Джахандар-ага. Не спросив разрешения у отца, который был против обучения в семинарии, Шамхал вместе со своим другом Османом, уезжает в Гори. Провожая Шамхала и Османа, их друг Ахмед рассказывает им о грузине Михаиле Кипиани, преподающем в Гори, с которым Ахмед некогда учился в Петербурге. Также Ахмед даёт молодым людям запрещённую книгу Радищева «Путешествие из Петербурга в Москву», сказав, что «они многому научатся из этой книги».
Параллельно в фильме повествуется о любви Джахандар-аги и Мелек, жены Аллахьяра. Джахандар-ага похитил Мелек и привёл в свой дом, став тем самым заклятым врагом Аллахьяра. Между ним и людьми Аллахьяра даже завязывается перестрелка, в результате которой Джахандар попадает Аллахьяру прямо в глаз. Тем временем, изначально боявшаяся Джахандара Мелек со временем начинает испытывать к нему чувства. Но первая жена Джахандара Зарнигяр ненавидит новую любовь своего мужа и даже приказывает своему сыну Шамхалу убить её, но в этот момент появляется Джахандар и наказывает всем в доме не обижать Мелек. В отличие от Зарнигяр, сестра Джахандар-аги Шахнигяр проявляет симпатию к Мелек, наряжает её. Но её судьба складывается трагически. Поддавшись соблазну, Шахнигяр оказывается в мейхане муллы Садыга, тем самым опорочив имя Джахандар-аги. Узнав об этом, Джахандар ведёт сестру к реке; Шахнигяр заходит в воду и тонет. Дочь же Джахандара Салатын тайно влюблена в Рус Ахмеда, она периодически оставляет у него на крыльце цветы, подарки.

Встреча Джахандар-аги со своим сыном Шамхалом в Горийской семинарии. Кадр из фильма

А в Горийской семинарии, где учится сын Джахандар-аги, ученики тайно читают привезённую Шамхалом и Османом книгу Радищева, записав строки из неё на листах Корана молоком, чтобы те были видны только при свете свечи. Заместитель директора семинарии Петров подозревает учеников в антиправительственной деятельности. Но директор Семёнов обнаруживает только Коран и не наказывает студентов. В это время, узнавший о побеге сына Джахандар-ага едет в Гори, чтобы вернуть его, но Шамхал отказывается ехать с отцом. Вернувшись назад, Джахандар-ага видит на своих владениях казаков, избивших его слуг и измеряющих его землю. Казацкий офицер объявляет ему, что теперь эти земли принадлежат князю Воронцову-Дашкову. В ярости Джахандар-ага убивает офицера и нескольких казаков, но в итоге перестрелки погибает (эта сцена вскоре была изменена — Джахандар-агу убил его враг Аллахьяр).
Вскоре в семинарию прибывает отряд полиции и обнаруживает на листах Корана строки из книги Радищева. В пропаганде Радищева обвиняют преподавателя семинарии Михаила Кипиани, некогда высланного в Сибирь. Кипиани чтобы защитить студентов берёт всю ответственность на себя. Под шум и крики студентов Кипиани арестовывают. А вскоре арестовывают и скрывающегося в Гёйтепе Ахмеда Велиева. В эпилоге фильма показывают повзрослевших Шамхала и Османа в обществе уже своих учеников, среди которых есть как юноши, так и девушки.

## В ролях
| Актёр               | Роль                                  | Роли на азерб. язык дублировали |
| ------------------- | ------------------------------------- | ------------------------------- |
| Аладдин Аббасов     | Джахандар-ага Гёйтепели               | Гасанага Салаев                 |
| Эльдар Алиев        | Ахмед Велиев (Рус Ахмед)              |                                 |
| Лейла Бадирбейли    | Зарнигяр, жена Джахандар-аги          |                                 |
| Владислав Ковальков | Алексей Осипович Черняевский          | Гасан Турабов                   |
| Мелик Дадашев       | молла Садыг                           |                                 |
| Лия Элиава          | Шахнигяр, сестра Джахандар-аги        |                                 |
| Земфира Садыхова    | Мелек                                 | Софа Басирзаде                  |
| Фикрет Алиев        | Шамхал Гёйтепели, сын Джахандар-аги   |                                 |
| Джейхун Мирзоев     | Осман, друг Шамхала                   |                                 |
| Исмаил Османлы      | кучер Мамедали, отец Османа           |                                 |
| Рейхан Муслимова    | Салатын, дочь Джахандар-аги           |                                 |
| Земфира Исмаилова   | Пакиза                                |                                 |
| Мамед Бурджалиев    | Аллахьяр, муж Мелек                   | Садыг Гусейнов                  |
| Мухлис Джанизаде    | Михаил Кипиани                        | Гасан Аблуч                     |
| Владимир Белокуров  | Семёнов, директор Горийской семинарии |                                 |
| Вадим Грачёв        | начальник полиции                     | Самандар Рзаев                  |
| Мамед Алили         | молла Сефи                            |                                 |
| Энвер Гасанов       | Лука                                  |                                 |
| Мухтар Авшаров      | друг Аллахьяра                        |                                 |
| Насиба Зейналова    | жительница села                       |                                 |
| Мирза Бабаев        | житель села                           |                                 |
| Алиага Агаев        | житель села                           |                                 |
| Мамед Садыхов       | житель села                           |                                 |
| Александр Лебедев   | Петров                                | Гусейнага Садыгов               |
| Юсиф Велиев         | казацкий офицер                       |                                 |

## История создания

### Выбор актёра на роль Джахандар-аги
Когда актёр Гянджинского театра Аладдин Аббасов встретился с режиссёром фильма Гусейном Сеидзаде, тот, не проводя никаких пробных съемок, сказал, что Аббасов будет играть роль Аллахьяра. Будучи на гастролях в Тбилиси, Аббасов получил телеграмму из Баку. Его приглашали на пробные съёмки на образ Джахандара-аги. Сначала Аладдин Аббасов принял это как шутку, так как знал, какая роль у него будет в этом фильме. Но после второй телеграммы стало ясно, что всё серьёзно и немедленно отправился в Баку. Гусейн Сеидзаде сказал Аббасову, что было проверено уже пять актёров, но ничего не вышло, и съёмочная группа решила попробовать и Аладдина Аббасова.
Аббасову придали вид аги и начали снимать сцену разговора директора с Джахандар-агой по поводу его сына в Горийской гимназии. На просмотр пришёл и сам председатель художественного совета Адиль Искандеров. После завершения съёмок Адиль Искандеров повернулся и сказал Сеидзаде: «Слушай, Сеидзаде, кто ищет, тот всегда находит». Так Аладдин Аббасов был утверждён на роль Джахандар-аги.
Исполнительница роли Зарнигяр Лейла Бадирбейли сказала в шутку, что «женой такого мужчины стоит быть». А автор сценария Исмаил Шихлы после просмотра сказал Аббасову: «Ты сыграл отлично. С меня угощение». Он пригласил всю съёмочную группу в Ахмедли и угостил кебабом.

### Сцена убийства Джахандар-аги
Изначально эпизод выглядел так: Джахандар-ага возвращается из Гори домой. Его слуга, весь в крови сообщает, что их избили и выгнали. Джахандар-ага вместе с ним приходит и видит казацкий отряд, измеряющих его землю. Под деревом же лежит казацкий офицер, которого играет Юсиф Велиев. Офицер объявляет ему, что теперь эти земли принадлежат князю Воронцову-Дашкову. В ярости Джахандар-ага избивает офицера плетью и убивает его, а также ещё нескольких казаков. В ходе перестрелки погибает и сам Джахандар-ага.
Но в Москве критики не приняли эту сцену, заявив, что «расстрел 10-15 казаков это не дело какого-то азербайджанского мужика, снимите его как мужика, и убейте как мужика». В итоге эпизод был переснят. В переделанном виде слуг Джахандара избивают и прогоняют люди Аллахьяра — заклятого врага Джахандара. Джахандар-ага едет в свои владения, где Аллахьяр со своими людьми совершают на него нападение и убивают.
Исполнитель роли Джахандар-аги Аладдин Аббасов так комментировал эту ситуацию:
Убрав этот эпизод, они искалечили весь фильм… впервые я увидел сцену смерти Джахандара аги во время просмотра уже готового фильма. Я доволен своей актерской судьбой, но впервые я почувствовал себя бессильным и беспомощным. Искусственно смонтированная сцена смерти меня очень сильно потрясла. Фильм подвергся большим потерям, нашей последней надеждой была эта сцена великой смерти, и то не получилось… Джахандар ага был достоин не такой смерти.
По словам Аббасова, из-за основательной переделки первоначального варианта «вся творческая группа пребывала в настоящем шоке», а «Исмаил Шихлы не находил себе места».